# Ďumbier
Der Ďumbier (deutsch selten auch Djumbier, ungarisch Gyömbér) ist mit 2046 m n.m. die höchste Erhebung in der Niederen Tatra. Er befindet sich am Hauptkamm des Gebirges zwischen den Bergen Krúpova hoľa (1922 m n.m.) sowie Štiavnica (2025 m n.m.) östlich und Králička weiter südöstlich, etwa 15 Kilometer nördlich der Stadt Brezno, und ist Teil des slowakischen Nationalparks Niedere Tatra. Er ist gleichzeitig namensgebend für den westlichen, Ďumbierske Tatry genannten Teil der Niederen Tatra. Der Gipfel ist politisch zwischen den Gemeinden Brezno, Horná Lehota (beide Okres Brezno, Banskobystrický kraj) und Liptovský Ján (Okres Liptovský Mikuláš, Žilinský kraj) geteilt und stellt den höchsten Punkt des Banskobystrický kraj dar.
Der vor allem aus Granit bestehende Berg fällt im Norden über bis zu 500 m hohe Felswände, Pfeiler und Trogtäler in die Talabschlüsse der Bystrá dolina und Ludárova dolina steil ab, die Südseite ist hingegen sanfter mit zahlreichen Granit-Steinfeldern. Auf dem Gipfel steht ein slowakisches Patriarchenkreuz sowie eine Stahlbetonsäule. Vom Gipfel bietet sich ein guter Rundblick auf praktisch alle Gebirge der Mittel- und Nordslowakei, darunter die übrige Niedere Tatra, die West- und die Hohe Tatra, Chočské vrchy, Kleine Fatra, Poľana sowie Teilgebirge des Slowakischen Erzgebirges wie die Veporské vrchy und Stolické vrchy.
An den Hängen des Ďumbier sind noch Reste des ehemaligen Bergbaus (Eisenerze, Gold, Antimon) erkennbar. Im Spätjahr 1944, nach der Niederschlagung des Slowakischen Nationalaufstandes, war die Gegend Schauplatz von Gefechten zwischen tschechoslowakischen Partisanen und NS-deutschen Truppen.
Unter dem Gipfel des Ďumbier befindet sich am Sattel Ďumbierske sedlo auf 1740 m n.m. die Milan-Rastislav-Štefánik-Schutzhütte (slowakisch: Chata generála Milana Rastislava Štefánika).

## Erreichbarkeit

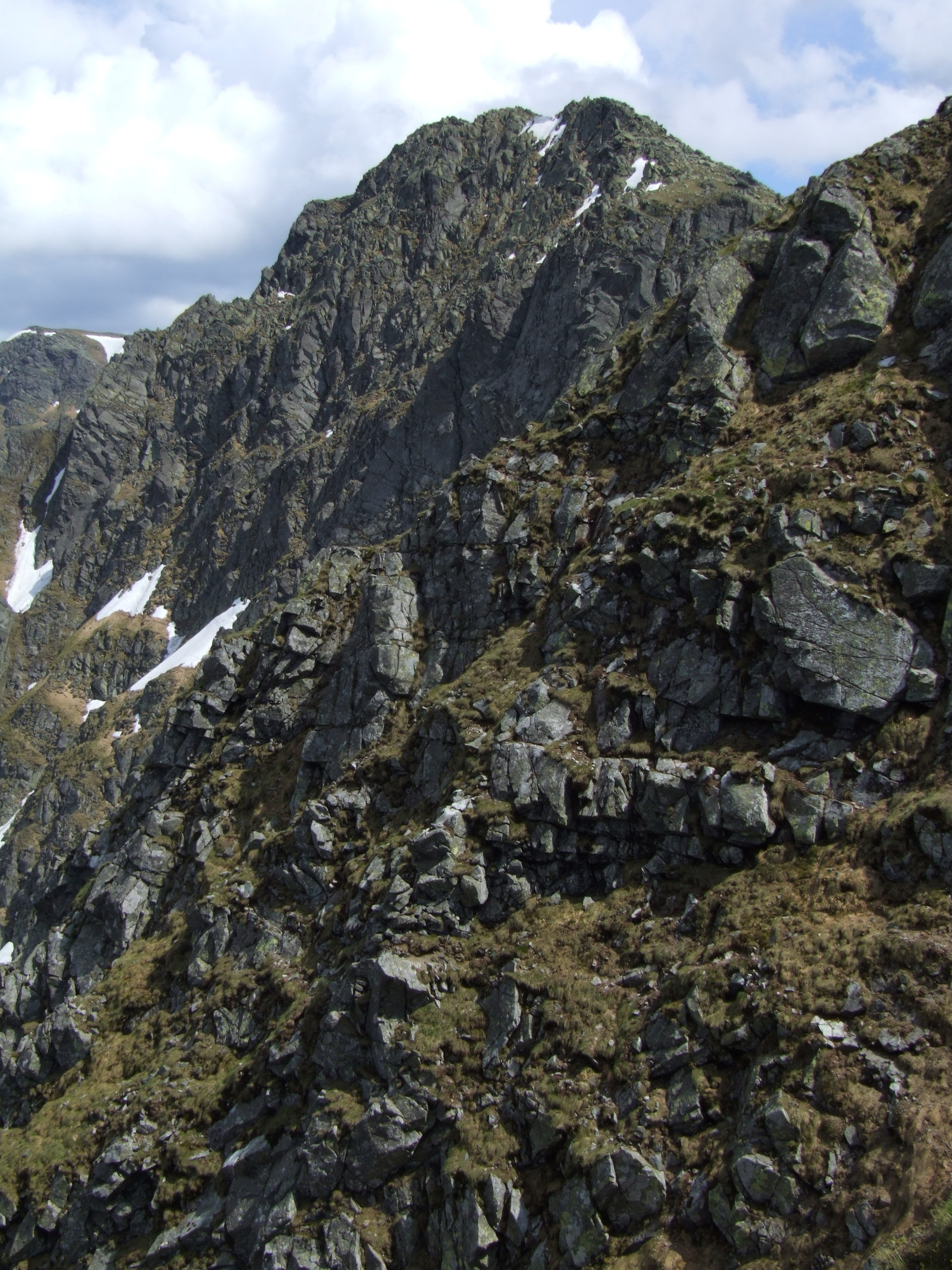
Ďumbier

Der Ďumbier ist nur zu Fuß zu erreichen. Der unmittelbare Zugang ist ein kurzer Abstecher vom westlich gelegenen Sattel Krúpovo sedlo am rot markierten Wanderweg zwischen Chopok und dem Sattel Čertovica, hier Teil des Europäischen Fernwanderwegs E8, regional auch Weg der Helden des Slowakischen Nationalaufstandes (slowakisch: Cesta hrdinov SNP) genannt. Vom Norden aus bestehen Wanderwege von dem Skiort Jasná in der Gemeinde Demänovská Dolina (grüne Markierung zum Krúpovo sedlo) und von der Gemeinde Liptovský Ján (blaue Markierung zur Hütte) im Nachbartal. Aus südlicher Richtung ist der Gipfel von den Busstationen Trangoška und Srdiečko (grüne Markierung zur Hütte) oder von Mýto pod Ďumbierom (gelbe Markierung zur Hütte) zu erreichen. Der direkte Wanderweg von der Hütte auf den Gipfel ist wegen Erosion für Touristen gesperrt und nur in der Wintersaison ab einer festgesetzten Schneedecke offiziell nutzbar.